# Akiane Kramarik
Akiane Kramarik (Ilinóis, 9 de Julho de 1994) é uma artista, poetisa e criança prodígio nascida nos Estados Unidos.
Kramarik nasceu em Mount Morris, no estado de Ilinóis, filha de mãe lituana e de pai norte-americano. Sua genealogia inclui poloneses, húngaros, eslovacos, russos, boêmios, chineses, franceses, dinamarqueses, judeus e germânicos[carece de fontes?]. Ela não frequentou nenhuma escola, tendo sido ensinada em casa por professores particulares.
Sendo, inicialmente, uma autodidata em pintura artística, Kramarik começou a desenhar aos quatro anos de idade, pinta desde os seis e compõe poesias desde os seus sete anos. Seu primeiro autorretrato foi vendido por dez mil dólares.
Como ela mesma diz, sua arte é inspirada nas visões do céu, bem como em sua ligação com o Criador, a qual costuma incluir paisagens, vida selvagem, pessoas.
Aos dez anos, participou de uma entrevista do programa de TV norte-americana The Oprah Winfrey Show e também apareceu na rede CNN..